# Hanne Haller
Hanne Haller (Rendsburg, 14 de diciembre de 1950 – Tegernsee, 15 de noviembre de 2005) fue una cantautora alemana de baladas schlager.

## Discografía
- 1979: Deckel auf Deckel zu
- 1979: Goodbye, Chérie
- 1979: Ich warte hier unten
- 1980: Samstagabend
- 1981: Geh nicht
- 1981: Weil du ein zärtlicher Mann bist
- 1983: Engel fallen nicht vom Himmel
- 1985: Der Sandmann
- 1985: Zeit für ein bisschen Zärlichkeit
- 1985: Ich hab' Dich unheimlich lieb
- 1986: Starke Frauen weinen heimlich
- 1987: Ein Wahnsinns Love Story
- 1987: Hallo, lieber Gott
- 1987: Mein lieber Mann
- 1990: Bratkartoffeln mit Spiegelei
- 1991: Willkommen im Leben
- 1992: Schatz, ich will ja nicht meckern
- 2003: Vater unser
- 2004: Und hättest du die Liebe nicht
- Derecho de autor Jian_FTH